# Arcesilao

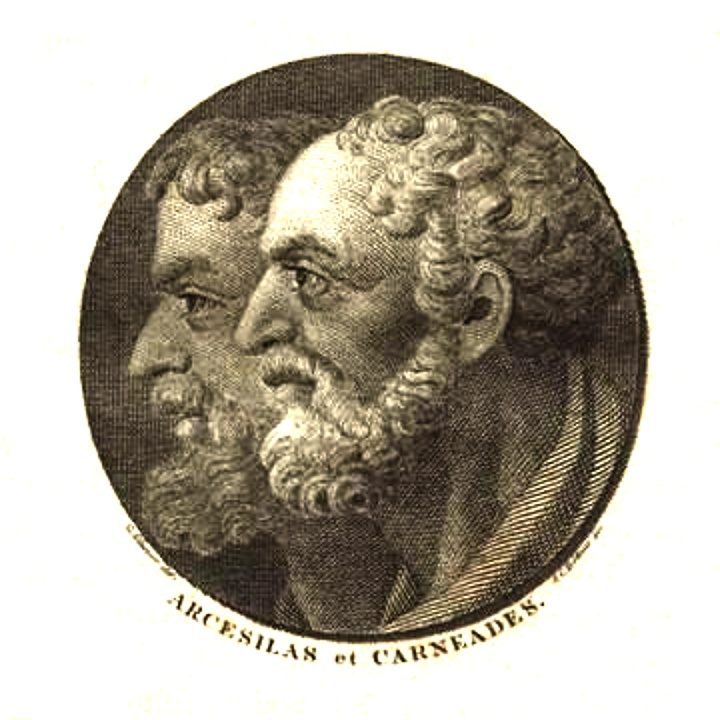
Arcesilao y Carnéades.

Arcesilao (Αρκεσίλαος, 315 - 240 a. C.), natural de Pitane, en la Eólida, fue un filósofo griego y uno de los fundadores de la denominada Academia platónica media o segunda.

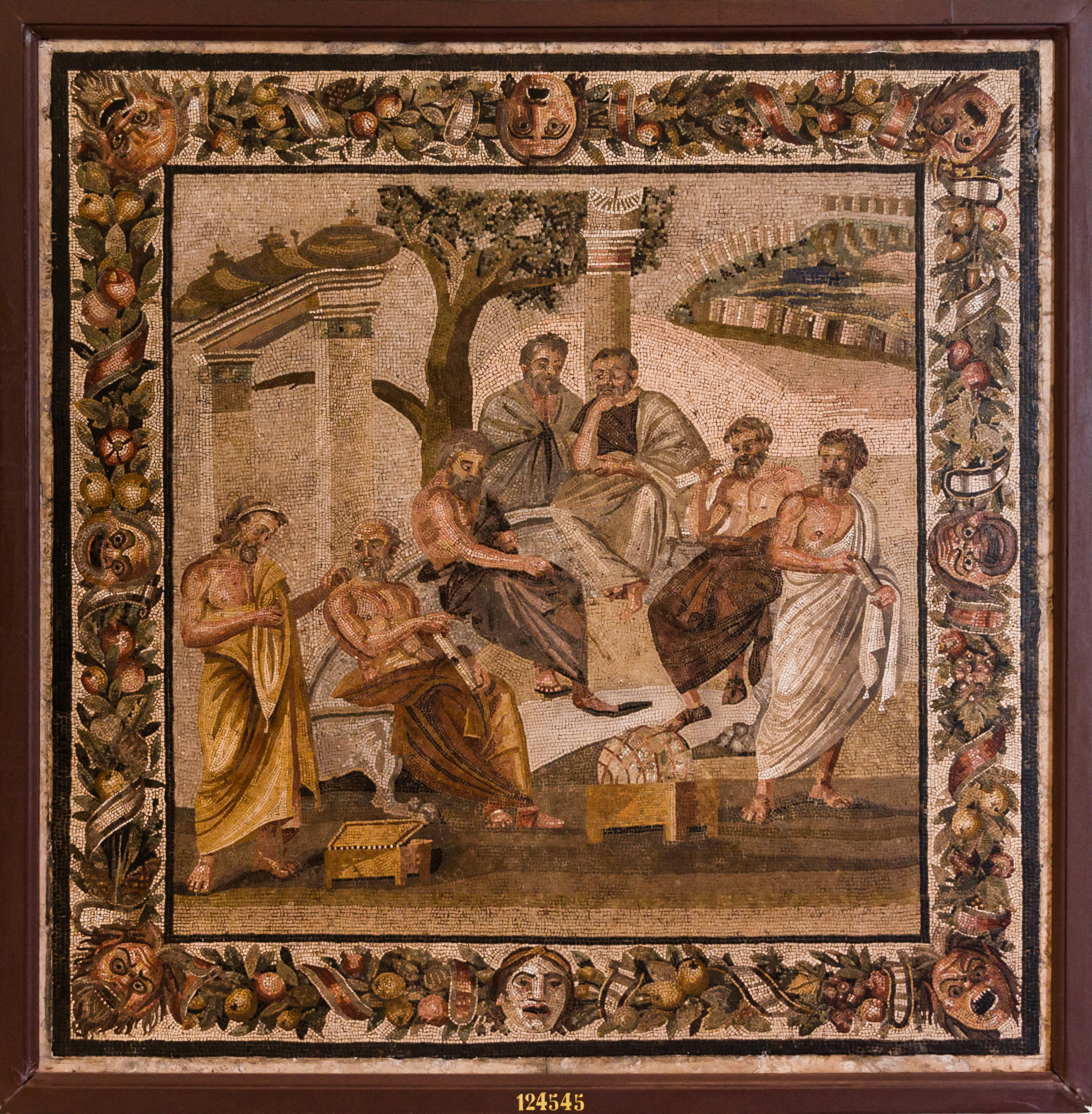
Academia platónica, en un mosaico de Pompeya

Discípulo de Teofrasto, Polemón, Crantor de Cilicia y Crates de Triasio, fue el sucesor de este último en la Academia, y el autor de su transformación, que se caracteriza por debilitar las afirmaciones positivas de Platón mediante un escepticismo de corte pirrónico y poniendo de nuevo en boga el método socrático, mediante el empleo de la ironía, la interrogación y la duda en las controversias filosóficas. Sin embargo, su escepticismo no se extiende al orden moral, sino que se limita al orden especulativo y metafísico.
Si Sócrates había dicho: «solo sé una cosa, y es que no sé nada»; Arcesilao añade, como Metrodoro antes que él: «ni aun sé de cierto que no sé nada».
En ética, Arcesilao también se distingue por reducir la doctrina platónica del «entusiasmo» a la de la imperturbabilidad del ánimo.

## Biografía
Arcesilao, hijo de Seuto, o Escito, fue a estudiar retórica a Atenas, le gustó la filosofía y se convirtió en el discípulo del gran Teofrasto, y luego de Crantor. También asistió a las clases de Polemon y Crates. Había aprendido matemáticas con Autólico de Pitane e Hipponico, y estudió a Platón por quien tenía gran admiración. Después de la muerte de Crates, Sócratides, que aseguraba la continuidad de la institución, reconociendo la superioridad de Arcesilao, le dejó la dirección de la Academia. Apenas hubo eventos históricos o notables en su vida y se mantuvo alejado de los asuntos públicos.
En su vida privada, los rumores hablan de libertinajes y cortesanas. Según estos, habría muerto a los 75 años, borracho y delirante. Pero tuvo muchos oponentes que lo pueden haber calumniado, dado que Plutarco y el estoico Cleantes nos ofrecen una imagen muy diferente:
"Alguien le dijo [a Cleantes] una vez que Arcesilao descuidó sus deberes: "Calla tu lengua", dijo este,  "no lo culpes, porque si él no pronuncia la palabra "deber", él lo recomienda por sus actos".
Conoció en Atenas a Timón el Silógrafo, discípulo de Pirrón, y podría haber conocido a Diodoro Cronos y Menedemo, cuyas ideas le influenciaron. Una originalidad de Arcesilao era su fortuna en un momento en que la mayoría de los filósofos eran pobres. Era, además, muy generoso y vigilaba el bienestar de sus amigos. Plutarco lo describe como un hombre respetuoso de sus adversarios, mientras que Séneca nos ha transmitido la opinión —reconocida desde antiguo— de que Arcesilao destacaba por su bondad y filantropía.

## Filosofía
Arcesilao no se dedicó a escribir, sus opiniones fueron imperfectamente conocidas por sus contemporáneos, y ahora solo se pueden deducir de las confusas declaraciones de sus oponentes. Esto hace que su filosofía sea difícil de evaluar y en parte inconsistente. Esto llevó a los estudiosos a ver su escepticismo de varias maneras. Algunos ven su filosofía como completamente negativa o destructiva de todos los puntos de vista filosóficos. Otros consideran que nada se puede conocer sobre la base de sus argumentos filosóficos. Otros afirmaron que no tenía puntos de vista positivos sobre ningún tema filosófico, incluida la posibilidad de conocimiento. Sexto Empírico dijo que la filosofía de Arcesilao parecía esencialmente lo mismo que la de Pirrón, pero admitió que esta apreciación podría haber sido superficial.
Por un lado, se dice que Arcesilao restauró las doctrinas de Platón en una forma incorrupta; mientras que, por otro lado, según Cicerón, resumió sus opiniones en la fórmula, "que no sabía nada, ni siquiera su propia ignorancia".
Los estoicos de Zenón de Citio fueron los principales oponentes de Arcesilao; atacó su doctrina de una concepción convincente (katalêptikê phantasia) entendida como un significado entre episteme (conocimiento) y doxa (opinión) - una media que afirmó que no podía existir, y que era meramente la interpolación de un nombre. Implicaba una contradicción en sus términos, ya que la idea misma de phantasia implicaba la posibilidad de concepciones falsas y verdaderas del mismo objeto.
Pese a sus similitudes, es una cuestión de cierta importancia en cuanto a cómo el escepticismo académico de la Academia Media y Nueva se distinguió del pirronismo. Admitiendo la fórmula de Arcesilao, "que no sabía nada, ni siquiera su propia ignorancia", como una exposición de sus sentimientos reales, era imposible en cierto sentido que el escepticismo pudiese avanzar: pero los escépticos académicos no parecen haber dudado la existencia de la verdad en sí misma, solo de nuestras capacidades para obtenerla. También difería de los principios del pirrónismo en la tendencia práctica de sus doctrinas: mientras que el objetivo de los pirrónicos era el logro de la ataraxia (ecuanimidad), los escépticos académicos parecen haberse retirado del campo de la especulación a la vida práctica, y han reconocido algunos vestigios de una ley moral dentro, en el mejor de los casos, como una guía probable, cuya posesión, sin embargo, forma la distinción real entre el sabio y el tonto. Aunque la diferencia puede aparecer entre las declaraciones especulativas de las dos escuelas, una comparación de las vidas de sus fundadores y sus respectivos sucesores lleva a la conclusión de que la moderación práctica era la característica de los escépticos académicos.
Pero una diferencia profunda distingue a los escépticos pirronianos y los académicos: la de su relación con el mundo. El escepticismo duda de cada afirmación, y por lo tanto rechaza cualquier apariencia de "verdad". Pero si uno duda de cada afirmación, es imposible aceptar ninguna de ellas... Los académicos, por el contrario, no cuestionan la legitimidad de cada punto de vista: los aceptan como tales, a pesar de su apariencia antitética. Es una doctrina más respetuosa, si no benévola, ya que implica curiosidad e indulgencia hacia cada opinión, y no desconfianza y desprecio.
Por ejemplo, Arcesilao confrontó la esterilidad del dogmatismo estoico y el rigorismo simétrico. Según Cicerón, Arcesilao repitió los usos de la vieja Academia, es decir, habló de cualquier tema en las discusiones y se comprometió a refutar las tesis expuestas por preguntas o discursos.
Particularmente apreciaba a Homero y tenía en gran estima a Platón, cuyos libros había comprado. La reacción escéptica de Arcesilao de Pitane fue, según Filón de Larisa, perfectamente justificada siempre que el problema del conocimiento fuera postulado en los términos en que los estoicos lo habían postulado, es decir, mientras uno aceptara los estándares debajo de los cuales no querían que nadie hablara de conocimiento. En cambio abogaba por renunciar a estos estándares inhumanamente arrogantes, para que el conocimiento humano fuera restaurado a sus derechos, modesto, falible, pero perfectamente legítimo. No es el mundo el que escapa a nuestro conocimiento; en la búsqueda de la verdad, es el hombre el que trae demandas desproporcionadas y barreras artificiales.

## Crítica del conocimiento
Conocemos su pensamiento solo por el debate sobre el criterio de verdad que se oponía a todas las filosofías helenísticas. Los estoicos admitieron varios grados de conocimiento:
- la representación integral, que es una representación clara y distinta;
- asentimiento, que es el acto del alma que experimenta una impresión verdadera;
- comprensión (catalepsis).

El sabio es entonces, de acuerdo con Zenón de Citio, el único que da su asentimiento solo a las representaciones comprehensivas, solo tiene certezas.
Pero Arcesilao niega que uno pueda dar su consentimiento a una representación; según él, solo se le otorga un juicio. Además, no hay una representación integral, y el sabio será quien se niegue a afirmar nada. La alternativa planteada es la siguiente: o el sabio tiene opiniones, o no afirma nada. Arcesilao no puede aceptar la primera parte, ya que la opinión no es sabiduría, sino una falta de conocimiento de lo que se dice. En consecuencia, si no hay certeza, debemos renunciar a todas las creencias.
Su argumento principal consiste en decir que no podemos distinguir entre las representaciones reales y las otras, porque los objetos sin existencia también nos hacen impresiones claras y distintas. Es posible que Arcesilao haya pensado en sueños, errores de los sentidos, locura, etc. Pero decir eso equivale a decir que es imposible confiar en los datos de los sentidos para elevarse al razonar a un conocimiento verdadero de las causas y principios de las cosas. Por lo tanto, la razón no sabe nada, ya que no existe un criterio de verdad. También Arcesilao recomienda la suspensión del juicio, la epoche: "Es contra Zenón de Citio que Arcesilao, según la tradición, se enfrentó a la lucha (...). Arcesilao afirmó que no se podía saber nada, ni siquiera lo que Sócrates finalmente había acordado. Pensó que todo está oculto en la oscuridad, que nada puede ser percibido o comprendido; que, por estas razones, nunca debemos asegurar nada, afirmar nada, aprobar nada; que uno siempre debe refrenar su temeridad y preservarlo de todo desbordamiento, mientras que uno lo exalta aprobando cosas falsas o desconocidas. Pero nada es más vergonzoso que ver el asentimiento y la aprobación apresurados para superar el conocimiento y la percepción. Actuó de acuerdo con este método, de modo que refutando las opiniones de todos llevó a la mayoría de sus interlocutores a renunciar a su propia opinión: cuando se descubrió que los argumentos opuestos en ambos lados del mismo tema tenían el mismo peso era más fácil suspender su asentimiento de un lado a otro".
En cuanto a la crítica de Arcesilao a la física y la teología estoica, apenas tenemos información. Parece haberse burlado de ellas. Queda por examinar la moralidad, donde Arcesilao encontró una dificultad peculiar del escepticismo.

## La moral
Esta dificultad es la misma que la de los antiguos escépticos. El problema es saber buscar cómo se puede actuar sin conocimiento o creencia. Los grandes detractores de estas dos doctrinas recordaron que si no se realiza ninguna elección, ningún acto es posible. Al dudar de o aceptar cualquier representación del mundo, la acción ya no es una opción aceptable: la reacción es actuar frente a los demás, responder a algo que no proviene de nosotros. Reaccionar es "actuar en contra". En cuanto a reaccionar ante un punto de vista dado propuesto durante un espectáculo, si ni siquiera se tiene en cuenta, o se tiene en cuenta como el nuestro, si no hay alteridad, nos preguntamos cómo actuar? Suspender el propio juicio parece ser también suspender la propia acción: la acción es imposible sin creencia. Cicerón informa este argumento contra los escépticos y contra Arcesilao en particular. Pero no informa sobre las ideas morales de este último.
La respuesta de Arcesilao es que el criterio de nuestras acciones está en lo razonable (εὔλογος / eulogos, literalmente "la buena razón"). El deber es, pues, algo razonable que debemos seguir por prudencia y elección, para ser felices. 
La razonabilidad de Arcesilao simplemente designa acciones justificables cuyas razones son coherentes: es un acuerdo subjetivo de representaciones que no implica ninguna afirmación dogmática. Arcesilao, a diferencia de los escépticos, por lo tanto, conserva un papel para la razón y, en consecuencia, rechaza la adiaforía pirrónica y la ataraxia. Por el contrario, propone crear una escala de valor efímero y personal, totalmente contextual.

## Conclusión
Las tesis de Arcesilao que conocemos son sutiles: Epicuro le reprochó no decir nada nuevo. Su habilidad oratoria y el obvio placer que tomó al hablar de todo hace dudar si fue un filósofo o un sofista. Según Sexto Empírico, su escepticismo era un frente que le permitió evaluar las mentes de sus estudiantes antes de introducirlos a los verdaderos principios de la maestría. Habría fingido no creer en nada y su duda también era una protección contra los ataques de sus oponentes.
Es difícil creer que un gran dialéctico podría haber tenido tales temores. Toda las evidencia que tenemos (Cicerón, Sexto Empírico, Agustín de Hipona) son dudosas y hay también que recordar que Timón el Silógrafo, aunque inicialmente satírico hacia Arcesilao, hizo elogio fúnebre de él. Arcesilao mostró así una variante supuesta de escepticismo, por la creación de la noción de suspensión del juicio (epoche). Con toda probabilidad, era un espíritu escéptico de la Nueva Academia, que debe distinguirse del probabilismo futuro.

## Comentario sobre Arcesilao
Blaise Pascal escribió sobre Arcesilao en sus Pensamientos (1669, párrafo 375):
   "He visto cambios en todas las naciones y en todos los hombres, y así, después de muchos cambios de juicio con respecto a la verdadera justicia, he reconocido que nuestra naturaleza no era sino un cambio continuo, y no he cambiado desde entonces; y si cambiara, confirmaría mi opinión. El escéptico Arcesilao, que se convirtió en dogmático."
| Predecesor: Crates de Triasio | Escolarca de la Academia de Atenas 265 a. C. - 241 a. C. | Sucesor: Lacides |